# جوش هاجينز
جوش هاجينز (بالإنجليزية: Josh Hagins)‏ مواليد 17 مارس 1994 في واشنطن العاصمة، هو لاعب كرة سلة أمريكي. بدأ مسيرته الاحترافية في سنة 2016. يحمل الرقم 7. يبلغ طوله 6 قدم 1 بوصة (1.9 م). لعب مع نادي بوسنا رويال لكرة السلة ومين ريد كلوز في دوري الرابطة الوطنية لفئة التطوير.

## روابط خارجية
- جوش هاجينز على موقع كرة السلة الأوروبية.كوم (الإنجليزية)
- جوش هاجينز على موقع كلية كرة السلة في سبورتس رفرنس.كوم (الإنجليزية)
- جوش هاجينز على موقع ريلجم (الإنجليزية)
- جوش هاجينز على موقع بروبوليرز (الإنجليزية)
- جوش هاجينز على موقع سبورتس رفرنس (الإنجليزية)